# 丙烯酰氯
丙烯酰氯是一种有机化合物，化学式为C3H3ClO，它是无色液体，久置后会变黄。
它可由丙烯酸和苯甲酰氯反应制得：
CH
2=CHCO
2H + C
6H
5COCl  →  CH
2=CHCOCl + C
6H
5CO
2H
传统的磷基氯化试剂（如三氯化磷）难以完成此转化。